# CA-511
La CA-511 es una carretera autonómica de Cantabria perteneciente a la Red Local y que sirve de acceso a la población de Adino además de conectar el barrio de El Puente con la carretera CA-510 dirección Ampuero.

## Nomenclatura

Indicador

Su nombre está formado por las iniciales CA, que indica que es una carretera autonómica de Cantabria, y el dígito 511 es el número que recibe según el orden de nomenclaturas de las carreteras de la comunidad autónoma. La centena 5 indica que se encuentra situada en el sector comprendido entre la carretera nacional N-634 al norte, el límite provincial al este y sur, y la carretera nacional N-629 al oeste.

## Historia
Su denominación anterior era S-512.

## Trazado actual

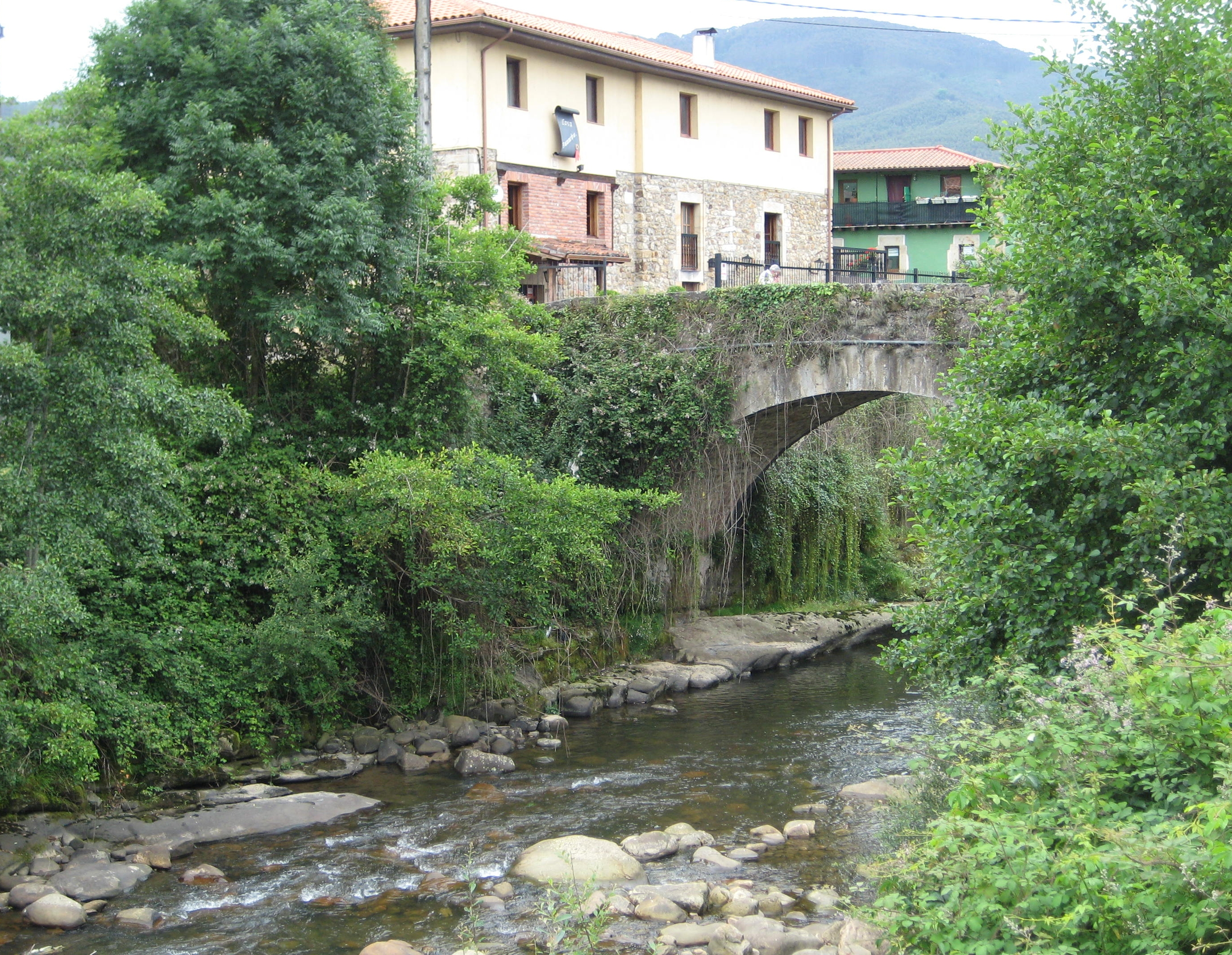
Puente de la Gándara sobre el río Agüera

Tiene su origen en la intersección con la carretera CA-510, situada a 2,1 km del final de dicha carretera, y su final en la intersección con la carretera CA-151 situada en el núcleo de El Puente, ambos puntos situados en el término municipal de Guriezo, municipio por el que discurre la totalidad de su recorrido de 2,0 kilómetros.
A lo largo de su recorrido atraviesa el núcleo de Adino y los cauces del arroyo de Adino y del río Agüera, este último por medio del puente de la Gándara.
Su inicio se sitúa a una altitud de 82 m s. n. m. y el fin de la vía está situada a 20 m s. n. m.
La carretera tiene dos carriles, uno para cada sentido de circulación, y una anchura total de 6,5 metros sin arcenes.

## Actuaciones
El 17 de abril de 2006 se inauguraron las obras de mejora de este vial que contemplaban la ampliación de la anchura de los carriles a 3,25 metros sin arcenes, además de construir una acera de 1,5 metros a lo largo de la travesía de Adino.

## Transportes
No hay líneas de transporte público que recorran la carretera CA-511.

## Recorrido y puntos de interés
En este apartado se aporta la información sobre cada una de las intersecciones de la CA-511 así como otras informaciones de interés.
| Esquema        | PK  | Sentido CA-151 (creciente) | Sentido CA-151 (creciente) | Sentido CA-151 (creciente) | Sentido CA-151 (creciente) | Sentido CA-510 (decreciente) | Sentido CA-510 (decreciente) | Sentido CA-510 (decreciente) | Sentido CA-510 (decreciente) | Incidencias |
| Esquema        | PK  | Velocidad                  | Elemento                   | Salida                     | Salida                     | Salida                       | Salida                       | Elemento                     | Velocidad                    | Incidencias |
| Esquema        | PK  | Velocidad                  | Elemento                   | Dir.                       | Nombre                     | Nombre                       | Dir.                         | Elemento                     | Velocidad                    | Incidencias |
| -------------- | --- | -------------------------- | -------------------------- | -------------------------- | -------------------------- | ---------------------------- | ---------------------------- | ---------------------------- | ---------------------------- | ----------- |
|                | 0,0 |                            |                            |                            | CA-511 EL PUENTE ADINO     | CA-510 AMPUERO               |                              |                              |                              |             |
| CA-510 GURIEZO | 0,0 |                            |                            |                            | CA-511 EL PUENTE ADINO     |                              |                              |                              |                              |             |
|                | 0,8 |                            |                            | ADINO                      | ADINO                      | ADINO                        | ADINO                        |                              |                              |             |
|                | 0,9 |                            |                            | Arroyo de Adino            | Arroyo de Adino            | Arroyo de Adino              | Arroyo de Adino              |                              |                              |             |
|                | 1,9 |                            |                            | ADINO                      | ADINO                      | ADINO                        | ADINO                        |                              |                              |             |
|                | 1,9 |                            |                            |                            | CA-512 ANGOSTINA LANDERAL  | CA-512 ANGOSTINA LANDERAL    |                              |                              |                              |             |
|                | 1,9 |                            |                            | Río Agüera                 | Río Agüera                 | Río Agüera                   | Río Agüera                   |                              |                              |             |
|                | 2,0 |                            |                            |                            | CA-151 EL PONTARRÓN        | CA-511 ADINO ANGOSTINA       |                              |                              |                              |             |
|                | 2,0 | CA-151 VALLE DE VILLAVERDE |                            |                            |                            | CA-511 ADINO ANGOSTINA       |                              |                              |                              |             |